# Lisbeth Cathrine Amalie Rose
Lisbeth Cathrine Amalie Rose, född 25 september 1738 i Köpenhamn, död där 23 februari 1793, var en dansk skådespelare, översättare och pjäsförfattare. 
Hon var engagerad vid Det Kongelige Teater i Köpenhamn mellan 1752 och 1792. Hon tillhörde eliten bland danska scenkonstnärer under sin samtid och har kallats Danmarks främsta skådespelerska under 1700-talet. 